# Onchidoris depressa
Onchidoris depressa é uma espécie de molusco pertencente à família Onchidorididae.
A autoridade científica da espécie é Alder & Hancock, tendo sido descrita no ano de 1842.
Trata-se de uma espécie presente no território português, incluindo a zona económica exclusiva.